# Miasta w Albanii
Według danych oficjalnych pochodzących z 2012 roku Albania posiadała 68 miast. Stolica kraju Tirana jako jedyne miasto liczyło prawie pół miliona mieszkańców; 1 miasto z ludnością 100÷200 tys., 5 miast z ludnością 50÷100 tys., 2 miasta z ludnością 25÷50 tys., 18 miast z ludnością 10÷25 tys., 16 miast z ludnością 5÷10 tys., 21 miast z ludnością 1÷5 tys. oraz 4 miasta poniżej 1 tys. mieszkańców.

## Największe miasta w Albanii
Największe miasta w Albanii według liczebności mieszkańców (stan na 01.10.2011):
| L.p. | Miasto            | Obwód   | Okręg   | Liczba ludności |
| ---- | ----------------- | ------- | ------- | --------------- |
| 1.   | Tirana (Tiranë)   | Tirana  | Tirana  | 418 495         |
| 2.   | Durrës            | Durrës  | Durrës  | 113 249         |
| 3.   | Szkodra (Shkodër) | Szkodra | Szkodra | 86 677          |
| 4.   | Wlora (Vlorë)     | Wlora   | Wlora   | 79 513          |
| 5.   | Elbasan           | Elbasan | Elbasan | 78 703          |
| 6.   | Fier              | Fier    | Fier    | 55 845          |
| 7.   | Korcza (Korçë)    | Korcza  | Korcza  | 51 152          |
| 8.   | Berat             | Berat   | Berat   | 36 496          |
| 9.   | Lushnja           | Fier    | Lushnja | 31 424          |
| 10.  | Kawaja (Kavajë)   | Tirana  | Kawaja  | 20 192          |

## Alfabetyczna lista miast w Albanii
| - Bajram Curri - Ballsh - Berat - Billisht - Bulqiza - Burrel - Cërrik - Çorovoda - Delvina - Divjaka - Durrës - Elbasan - Erseka - Fier - Fierzë - Fushë-Arrëz - Fushë-Kruja - Gjirokastra - Gramsh - Himara - Kamza - Kawaja | - Këlcyra - Klos - Konispol - Koplik - Korcza - Krasta - Kruja - Kruma - Kuçova - Kukës - Laç - Leskovik - Lezha - Libohova - Librazhd - Lushnja - Maliq - Mamurras - Memaliaj - Milot - Orikum - Patos | - Peqin - Përmet - Përrenjas - Peshkopia - Pogradec - Poliçan - Puka - Roskovec - Rrëshen - Rrogozhina - Rubik - Saranda - Selenica - Shëngjin - Shijak - Szkodra - Tepelena - Tirana - Ulëz - Urë Vajgurore - Wlora - Vora |